# Liste der Biografien/Dies
Liste der Biografien |
Portal Biografien |
Personensuche
# |
A |
B |
C |
D |
E |
F |
G |
H |
I |
J |
K |
L |
M |
N |
O |
P |
Q |
R |
S |
T |
U |
V |
W |
X |
Y |
Z |
?
 
Da |
Db |
Dc |
Dd |
De |
Dg |
Dh |
Di |
Dj |
Dk |
Dl |
Dm |
Dn |
Do |
Dq |
Dr |
Ds |
Du |
Dv |
Dw |
Dy |
Dz
 
Dia |
Dib |
Dic |
Did |
Die |
Dif |
Dig |
Dih |
Dij |
Dik |
Dil |
Dim |
Din |
Dio |
Dip |
Diq |
Dir |
Dis |
Dit |
Diu |
Div |
Diw |
Dix |
Diy |
Diz
 
Dieb |
Diec |
Died |
Dief |
Dieg |
Dieh |
Diek |
Diel |
Diem |
Dien |
Diep |
Dier |
Dies |
Diet |
Dieu |
Diev |
Diew |
Diez
Die Liste der Biografien führt alle Personen auf, die in der deutschsprachigen Wikipedia einen Artikel haben. Dieses ist eine Teilliste mit 156 Einträgen von Personen, deren Namen mit den Buchstaben „Dies“ beginnt.

## Dies
- Dies, Albert Christoph (1755–1822), deutscher Maler, Radierer und Biograf
- Diès, Auguste (1875–1958), französischer Gräzist, Philosophiehistoriker und katholischer Priester
- Dies, Martin junior (1900–1972), US-amerikanischer Politiker und Abgeordneter
- Dies, Martin senior (1870–1922), US-amerikanischer Politiker
- Dies, Werner (1928–2003), deutscher Jazzmusiker

### Diesb
- Diesbach, Alfred (1899–1983), deutscher Politiker (SPD), Oberbürgermeister von Konstanz (1957–1959)
- Diesbach, Bernhard Gottlieb Isaak von (1750–1807), Schweizer Politiker
- Diesbach, Herbert Hubert von (1669–1742), sächsisch-schweizerischer Generalmajor
- Diesbach, Johann Jacob, Schweizer Farbenhersteller und Chemiker
- Diesbach, Louis de (1843–1921), Schweizer Landwirt und Politiker
- Diesbach, Ludwig von (1452–1527), Berner Staatsmann
- Diesbach, Max de (1851–1916), Schweizer Jurist, Historiker, Bibliothekar und Politiker
- Diesbach, Niklaus von (1430–1475), Schultheiss von Bern
- Diesbach, Nikolaus Joseph Albert von (1732–1798), Schweizer Jesuit und Theologe
- Diesbach, Roger de (1944–2009), Schweizer Journalist
- Diesbach, Sebastian von (1481–1537), Schultheiss von Bern
- Diesbach, Wilhelm von (1442–1517), Schultheiss von Bern
- Diesbach-Steinbrugg, Johann Friedrich von (1677–1751), österreichischer Feldzeugmeister, Reichsgraf von Diesbach sowie 1. Fürst von St. Agatha
- Diesbrock, Tom (* 1963), deutscher Sachbuchautor, Karrierecoach, TV-Psychologe

### Diesc
- Diesch, Carl (1880–1957), deutscher Germanist und Bibliotheksdirektor in Berlin, Königsberg und Leipzig
- Diesch, Eckart (* 1954), deutscher Segler
- Diesch, Jörg (* 1951), deutscher Segler und Olympiasieger
- Dieschbourg, Carole (* 1977), luxemburgische Umweltministerin (Déi Gréng)
- Dieschburg, Jeff (* 1998), luxemburgischer Maler
- Diescho, Joseph (* 1955), namibischer Schriftsteller, Professor und Politikwissenschaftler

### Diese
- Diesel (* 1967), australischer Rockmusiker und Gitarrist
- Diesel, Eugen (1889–1970), deutscher Schriftsteller
- Diesel, Jürgen (1926–1993), deutscher Botschafter
- Diesel, Matthias (1675–1752), deutscher Gartenarchitekt und Kupferstecher
- Diesel, Rudolf (1858–1913), deutscher Ingenieur und der Erfinder des Dieselmotors
- Diesel, Vin (* 1967), US-amerikanischer Schauspieler, Filmproduzent, Filmregisseur und DrehbuchautorVin Diesel (* 1967)

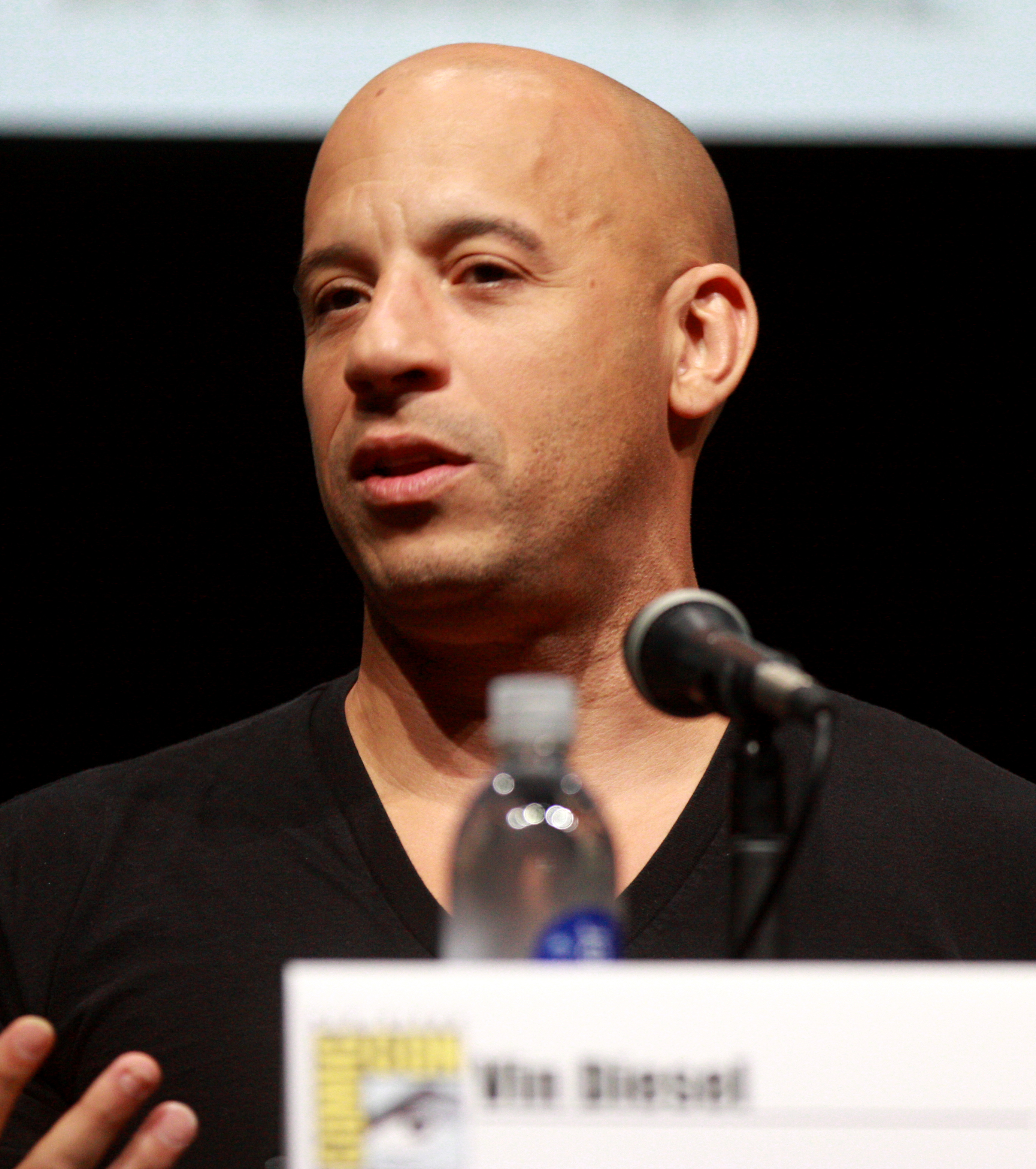
Vin Diesel (* 1967)

- Dieseldorff, Erwin Paul (1868–1940), deutscher Plantagenbesitzer und Kaffeepflanzer und -händler in Guatemala sowie Amateur-Altamerikanist
- Diesen, Glenn (* 1979), norwegischer Politologe
- Diesen, Heinz (* 1943), deutscher Fußballspieler
- Diesen, Kari (1914–1987), norwegische Schauspielerin und Sängerin
- Diesen, Mark (1957–2008), US-amerikanischer Schachspieler
- Diesen, Sverre (* 1949), norwegischer General
- Diesen, Thorstein (1862–1925), norwegischer Rechtsanwalt, Redakteur und Politiker
- Diesenberger, Maximilian (* 1969), österreichischer Historiker
- Diesener, Frank (* 1966), deutscher Politiker (CDU)
- Diesener, Gerald (* 1953), deutscher Historiker
- Diesener, Hermann (1900–1978), deutscher Metallbildhauer
- Diesenreiter, Hans (1909–1978), österreichischer Politiker, MdR
- Dieser, Helmut (* 1962), deutscher römisch-katholischer Geistlicher und Bischof von AachenHelmut Dieser (* 1962)

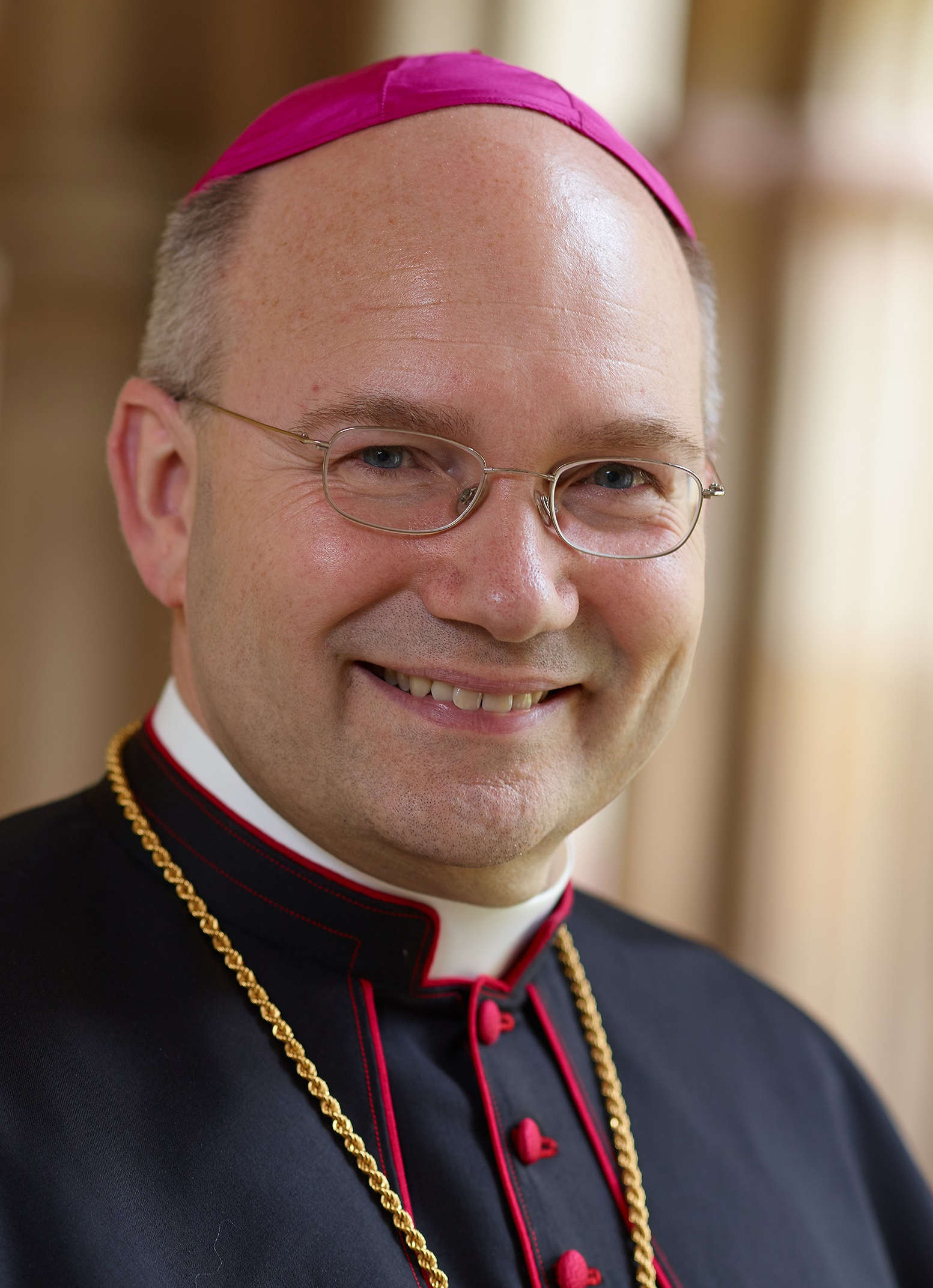
Helmut Dieser (* 1962)

### Diesi
- Diesing, Carina (* 1993), deutsche Schauspielerin
- Diesing, Karl Moriz (1800–1867), Helminthologe und Botaniker
- Diesing, Saskia (* 1972), niederländische Regisseurin
- Diesing, Ullrich (1911–1945), deutscher Offizier, zuletzt Generalmajor im Zweiten Weltkrieg

### Diesk
- Dieskau, August (1805–1889), deutscher Kunstgärtner
- Dieskau, Augustus von († 1739), anhalt-zerbstischer Vizepräsident und Landrichter
- Dieskau, Busso Carl Heinrich von (1725–1791), anhalt-köthenscher Hofrmaschall und Rittergutsbesitzer
- Dieskau, Carl Heinrich von (1706–1782), königlich-polnischer und kurfürstlich-sächsischer Kammerherr und Rittergutsbesitzer
- Dieskau, Carl Hildebrand von (1677–1739), königlich-polnischer und kurfürstlich-sächsischer Kammerherr und Rittergutsbesitzer
- Dieskau, Carl von († 1680), sachsen-merseburger Hofmarschall
- Dieskau, Carl von († 1667), kursächsischer Kriegskommissar
- Dieskau, Carl von (1653–1721), preußischer Geheimer Rat
- Dieskau, Carl von (1679–1744), preußischer Landrat und Rittergutsbesitzer
- Dieskau, Christian Erdmann von († 1738), sachsen-merseburgischer Kammerrat, Amtshauptmann und Rittergutsbesitzer
- Dieskau, Christian Wilhelm von (1703–1764), deutscher Schlosshauptmann und Bergrat
- Dieskau, Erdmuthe Sophie von (1698–1767), Mätresse des Kurfürst-Königs August des Starken
- Dieskau, Friedrich August von (1732–1792), k. k. Generalmajor
- Dieskau, Geißler von († 1748), königlich-polnischer und kurfürstlich-sächsischer Landkammerrat und Rittergutsbesitzer
- Dieskau, Geißler von (1654–1718), kursächsisch-polnischer Geheimer Rat und Kreishauptmann
- Dieskau, Hans von, kursächsischer Amtmann zu Lützen
- Dieskau, Hans von († 1563), kurfürstlich-sächsischer Kriegskommissar und Festungsbaumeister
- Dieskau, Hans von (1702–1750), königlich-polnischer und kurfürstlich-sächsischer Kammerherr und Rittergutsbesitzer
- Dieskau, Heinrich Gottlob von (1681–1760), herzoglich-anhalt-zerbstischer Geheimer Rat, Kammerpräsident und Rittergutsbesitzer
- Dieskau, Hieronymus von (1565–1625), kurbrandenburgischer Geheimer Hofrat und Gesandter
- Dieskau, Hieronymus von (1591–1641), deutscher Rittergutsbesitzer und Mitglied der Fruchtbringenden Gesellschaft
- Dieskau, Johann Adolph von († 1742), hannoverscher Geheimer Kriegsrat
- Dieskau, Johann Friedrich von (1735–1806), herzoglich-sächsischer Landkammerrat und Rittergutsbesitzer
- Dieskau, Julius von (1798–1872), deutscher Jurist und Politiker, Mitglied der Frankfurter Nationalversammlung, MdL
- Dieskau, Karl Heinrich Wilhelm von (1797–1857), belgischer Generalmajor
- Dieskau, Karl Wilhelm von (1701–1777), preußischer Generalleutnant und Generalinspekteur der Artillerie
- Dieskau, Ludwig August von (1701–1767), französischer GeneralleutnantLudwig August von Dieskau (1701–1767)

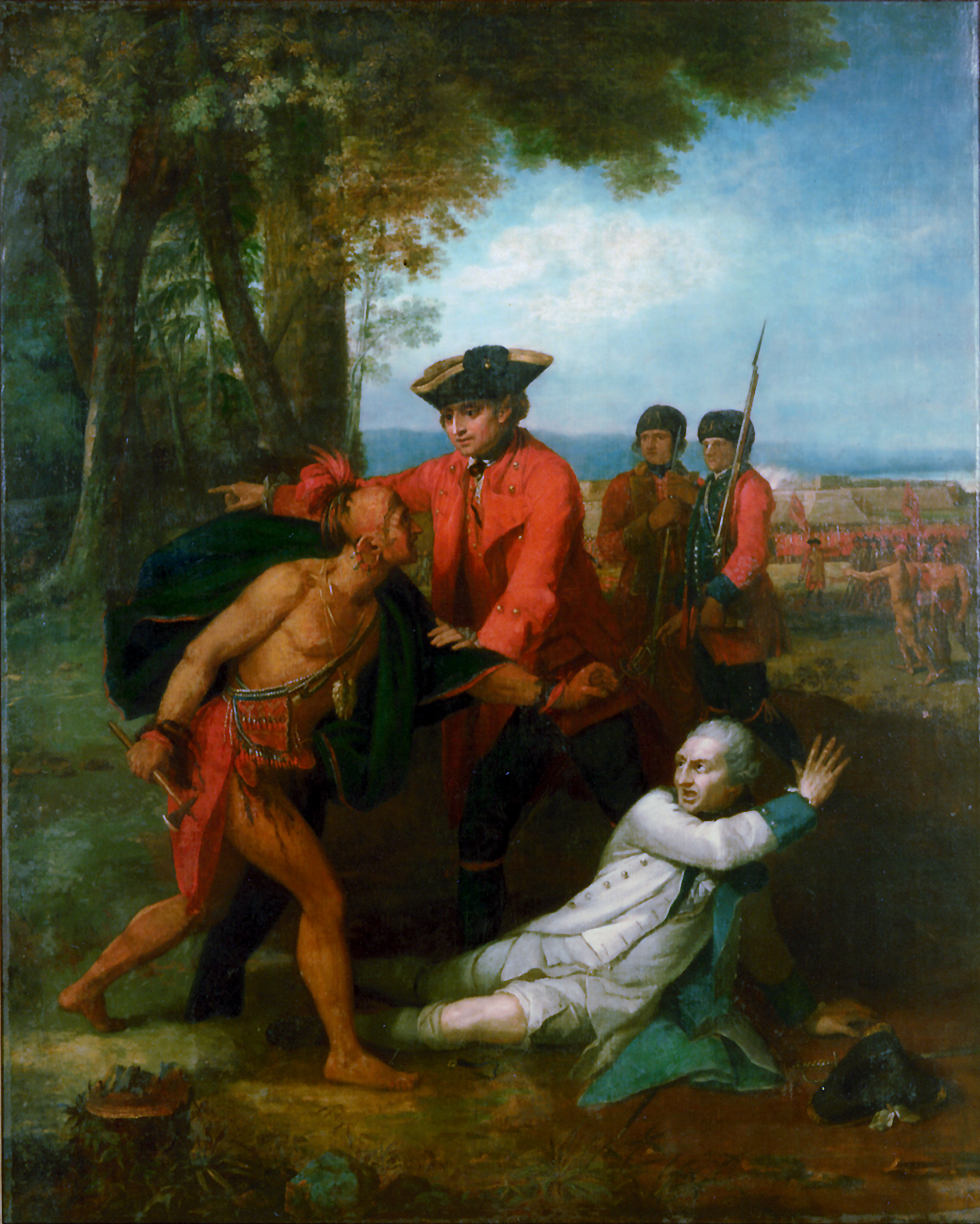
Ludwig August von Dieskau (1701–1767)

- Dieskau, Otto (1844–1933), deutscher Pädagoge und Heimatforscher
- Dieskau, Otto Erdmann von († 1716), sachsen-merseburgischer Geheimer Rat und Rittergutsbesitzer
- Dieskau, Otto von († 1597), kursächsischer Kammer- und Bergrat sowie Rittergutsbesitzer
- Dieskau, Otto von (1635–1683), Kammerherr, Vize-Oberhofrichter und Kreissteuereinnehmer in Leipzig
- Dieskau, Rudolph von (1593–1656), kursächsischer Rat und Hofmeister
- Dieskau, Werner von († 1723), fürstlich-sächsischer Oberst und Kommandant der Leuchtenburg

### Diesm
- Diesmos, Arvin C. (* 1969), philippinischer Biologe, Zoologe, Ökologe und Naturschützer

### Diesn
- Diesner, Dietmar (* 1955), deutscher Holzbläser (Sopransaxophon, Klarinette)
- Diesner, Gerhild (1915–1995), österreichische Malerin
- Diesner, Hans-Joachim (1922–1994), deutscher Historiker
- Diesner, Kay (* 1972), deutscher Neonazi
- Diesner-Wais, Martina (* 1968), österreichische Landwirtschaftsmeisterin und Politikerin (ÖVP), Abgeordnete zum Nationalrat, Mitglied im Österreichischen Bundesrat

### Diess
- Diess, Alexander (* 1971), österreichischer Skispringer und Skisprungtrainer
- Diess, Christof, deutscher Münzmeister
- Diess, Herbert (* 1958), österreichischer ManagerHerbert Diess (* 1958)

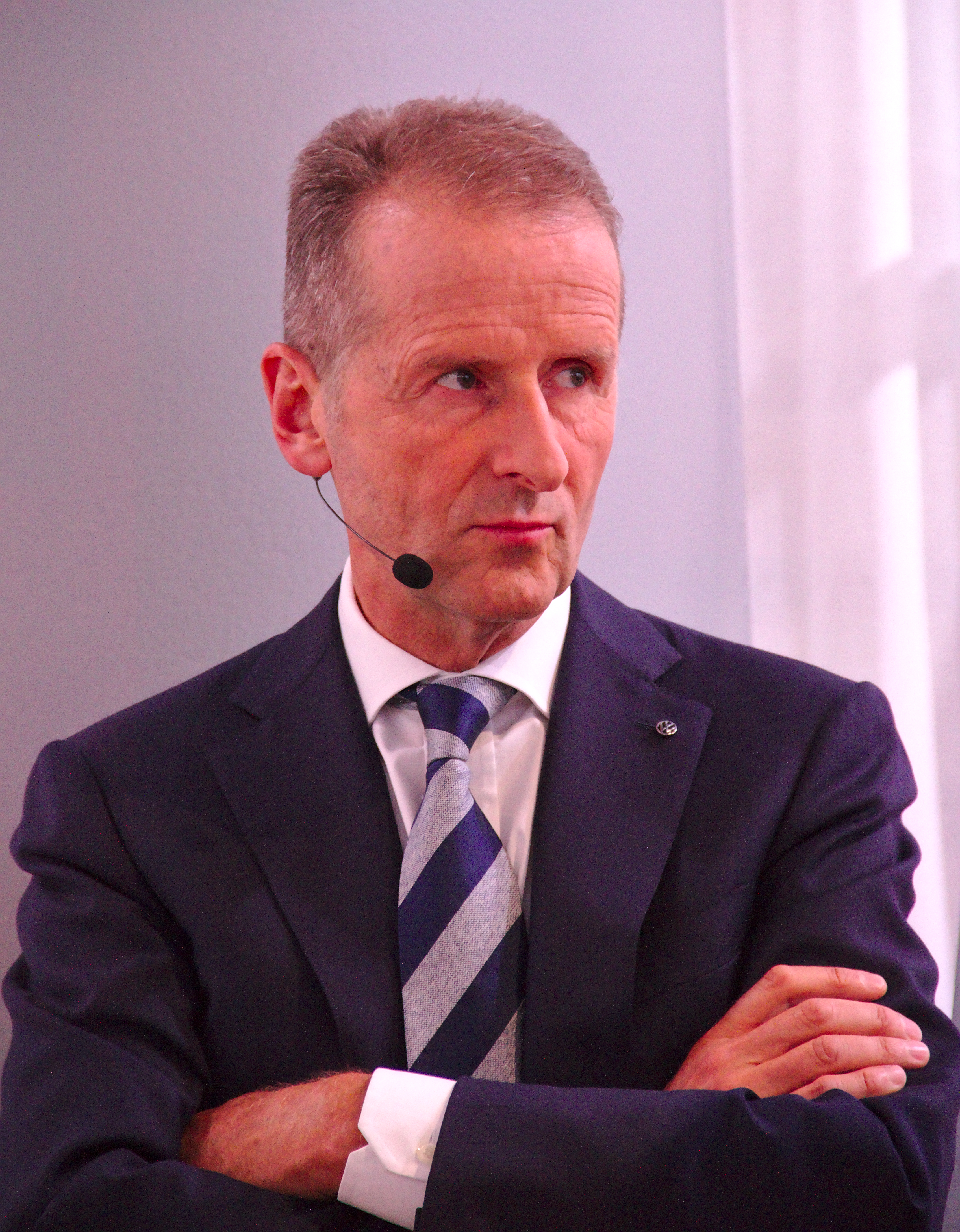
Herbert Diess (* 1958)

- Diess, Karl Walter (1928–2014), österreichischer Schauspieler und Synchronsprecher
- Dieß, Rolf (* 1925), deutscher Maler
- Diess, Wilhelm (1884–1957), deutscher Erzähler, Jurist und Theaterdirektor
- Diessbach, Robert von (1858–1917), Schweizer Jurist, Heimatforscher und Tierschützer
- Diesse, Aurélien (* 1997), französischer Judoka
- Diessel, Hildegard (1918–1971), deutsche Schriftstellerin und Übersetzerin
- Diesseldorf, Johann Gottfried von (1668–1745), Danziger Gelehrter, dann Bürgermeister und Burggraf von Danzig
- Diesselhorst, Gerd (1911–2008), deutscher Ornithologe
- Dießelhorst, Hermann (1870–1961), deutscher Physiker
- Diesselhorst, Jan (1954–2009), deutscher Cellist
- Diesselhorst, Malte (1928–2012), deutscher Jurist
- Dießelmann, Anna-Lena (* 1981), deutsche Linguistin und Philosophin
- Diessener, Gerhard († 1684), deutscher Komponist
- Diessenhofen, Heinrich Truchsess von († 1376), Kleriker
- Diessl, Enzo (* 2004), deutsch-österreichischer Leichtathlet
- Diessl, Gustav (1899–1948), österreichischer FilmschauspielerGustav Diessl (1899–1948)

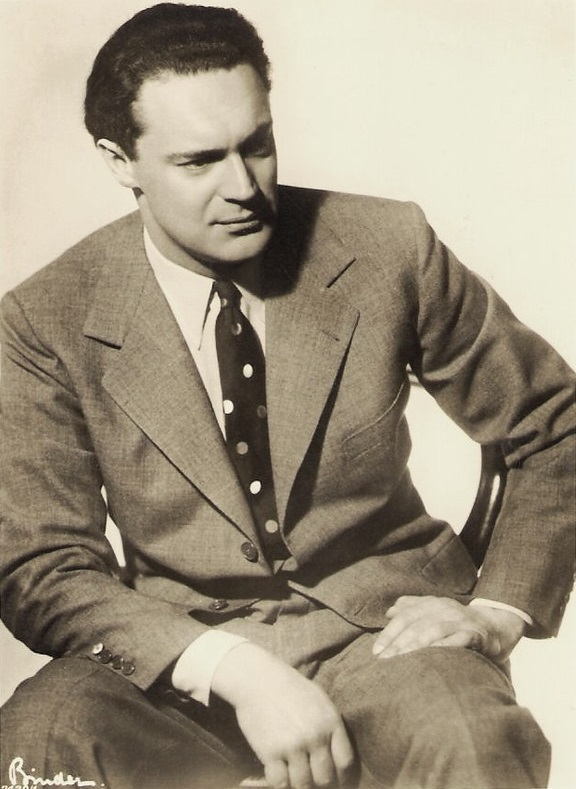
Gustav Diessl (1899–1948)

- Dießl, Matthias (* 1975), bayerischer Kommunalpolitiker
- Dießl, Walter (* 1943), österreichischer Zehnkämpfer
- Dießl, Wilhelm Gustav (1931–2007), österreichischer Ingenieur und international anerkannter Hobbyarchäologe
- Dießner, Bernd (* 1946), deutscher Leichtathlet und Olympiateilnehmer
- Dießner, Günther (* 1930), deutscher Sportwissenschaftler
- Dießner, Jörg (* 1977), deutscher Ruderer
- Diessner, Reinhold (1896–1981), österreichischer Politiker (SPÖ), Landtagsabgeordneter
- Dießner, Ullrich (* 1954), deutscher Olympiasieger im Rudern
- Dießner, Walter (* 1954), deutscher Olympiasieger im Rudern

### Diest
- Diest, Gustav von (1826–1911), deutscher Politiker, MdR, Regierungspräsident in Merseburg
- Diest, Heinrich von (1785–1847), preußischer Generalleutnant
- Diest, Johann von (1598–1665), kurfürstlich-brandenburgischer Geheimrat und Kurator der Universität Duisburg
- Diest, Otto von (1821–1901), preußischer Verwaltungsbeamter, Landrat
- Diest, Walther von (1851–1932), preußischer Offizier und Forschungsreisender in Kleinasien
- Diest-Brackenhausen, Sabine von (* 1931), deutsche Bildhauerin und Malerin
- Diest-Koerber, Nordewin von (1885–1943), deutscher Jurist und Politiker, Mitglied des Sejm
- Dieste, Eladio (1917–2000), uruguayischer Architekt und Bauingenieur
- Dieste, Werner (1957–2022), deutscher Rundfunkdirektor
- Diestel, Arnold (1857–1924), Hamburger Senator und Bürgermeister
- Diestel, Bernhard († 1660), Jesuit, Missionar und Asienforscher
- Diestel, Erich (1892–1973), deutscher Generalleutnant im Zweiten Weltkrieg
- Diestel, Ernst (1859–1936), deutscher Pfarrer und Schriftsteller
- Diestel, Georg (1854–1926), deutscher Architekt und preußischer Baubeamter
- Diestel, Hans-Hermann (* 1942), deutscher Kapitän, Sachverständiger für Schiffsunfälle und Autor
- Diestel, Heinrich (1785–1854), deutscher lutherischer Geistlicher und Theologe
- Diestel, Kurt (1862–1946), deutscher Architekt und Hochschullehrer
- Diestel, Ludwig (1825–1879), deutscher evangelischer Theologe
- Diestel, Lukas (* 1989), deutscher Schriftsteller und Comedian
- Diestel, Max (1872–1949), deutscher evangelischer Pfarrer, Superintendent und Generalsuperintendent
- Diestel, Meta (1877–1968), deutsche Sängerin und Gesangspädagogin
- Diestel, Peter-Michael (* 1952), deutscher Politiker (DSU, CDU), MdV, stellvertretender Ministerpräsident und Minister des Inneren der DDR, MdLPeter-Michael Diestel (* 1952)

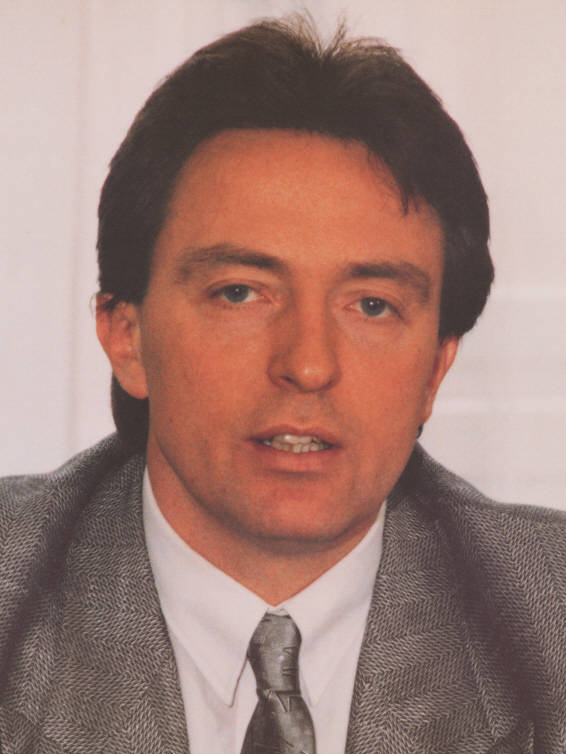
Peter-Michael Diestel (* 1952)

- Diestel, Reinhard (* 1959), deutscher Mathematiker und Hochschullehrer
- Diestel, Ursula (1920–2015), deutsche Schauspielerin
- Diestelhorst, Frieder (* 1987), deutscher Basketballspieler
- Diestelhorst, Ulrich (* 1957), deutscher Basketballspieler und Lehrer
- Diestelkamp, Adolf (1900–1955), deutscher Archivar und Historiker
- Diestelkamp, Bernhard (1929–2025), deutscher Rechtshistoriker
- Diestelkamp, Erich (1900–1983), deutscher Politiker (NSDAP), MdR
- Diestelmann, Hildegard (1920–1989), deutsche Schauspielerin
- Diestelmann, Jochen (1922–1983), deutscher Schauspieler
- Diestelmann, Jürgen (1928–2014), deutscher lutherischer Theologe und Pfarrer
- Diestelmann, Stefan (1949–2007), deutscher Musiker, Textautor und Komponist
- Diestelmeier, Heinrich (1886–1938), deutscher Politiker (SPD)
- Diestelmeier, Heinrich (1916–2001), deutscher evangelisch-reformierter Pastor
- Diestelmeyer, Wallace (1926–1999), kanadischer Eiskunstläufer
- Diesterweg, Adolph (1790–1866), deutscher Pädagoge und AutorAdolph Diesterweg (1790–1866)

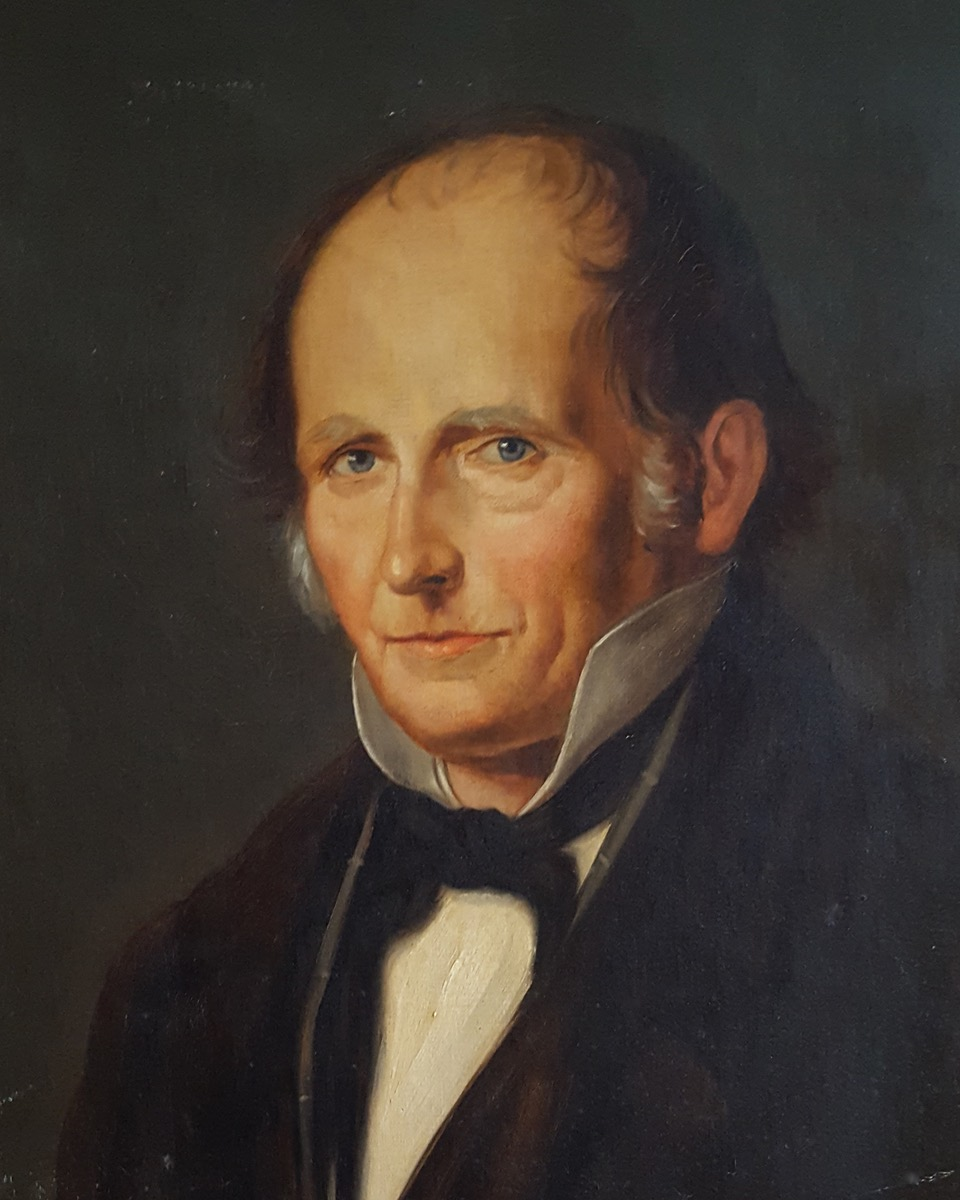
Adolph Diesterweg (1790–1866)

- Diesterweg, Carl, preußischer Landrat und Kreisgerichtsrat
- Diesterweg, Gustav (1875–1953), deutscher SS-Brigadeführer
- Diesterweg, Moritz (1834–1906), deutscher Verleger
- Diesterweg, Wilhelm Adolf (1782–1835), deutscher Mathematiker